# Galumna imperfecta
Galumna imperfecta är en kvalsterart som beskrevs av Hammer 1972. Galumna imperfecta ingår i släktet Galumna och familjen Galumnidae. Inga underarter finns listade i Catalogue of Life.